# St. Johannes der Täufer (Gifthal)
Die römisch-katholische Filialkirche St. Johannes der Täufer (auch St. Johann Baptist) in Gifthal, einem Ortsteil der Gemeinde Wurmsham im niederbayerischen Landkreis Landshut, ist eine spätgotische Saalkirche, die auf das ausgehende 15. Jahrhundert datiert wird. Der Innenraum wurde Mitte des 17. Jahrhunderts barockisiert. Das Gotteshaus ist als Baudenkmal mit der Nummer D-2-74-193-5 beim Bayerischen Landesamt für Denkmalpflege eingetragen. Gifthal ist eine Filiale der Pfarrei Pauli Bekehrung in Pauluszell, die wiederum Teil des Pfarrverbands Velden ist.

## Architektur

### Außenbau
Der unverputzte, nach Osten ausgerichtete Backsteinbau umfasst einen nur wenig eingezogenen Chor mit zwei Jochen und Schluss in drei Achteckseiten sowie ein Langhaus mit drei Jochen. Daran ist westlich ein ausspringender, schlanker Sattelturm angebaut, der sich nur wenig über den First des Satteldaches über dem Langhauses erhebt. Dieses wiederum ist etwas höher als das Satteldach über dem Chor. Der Außenbau ist weitgehend ungegliedert. Die regelmäßig angeordneten, zweiteiliges Spitzbogenfenster enthalten qualitätvolles Maßwerk mit Fischblasenornament. Das einzige Portal, auf der Südseite des Langhauses im westlichen Joch angeordnet, ist spitzbogig und sitzt in einer schmalen, seitlich abgeschrägten Mauerverstärkung. Die Laibung des Portals ist mit zwei aneinanderstoßenden Kehlen zwischen Fasen profiliert. Der äußere Profilrahmen schließt nach oben hin in einem geschweiften Spitzbogen mit Kreuz ab.

### Innenraum
Aufgrund der günstigen Anordnung der Fenster und der für eine Landkirche großen Deckenhöhe erscheint der Innenraum verhältnismäßig hell. Die ursprünglich netzförmig figurierten Rippen des spätgotischen Gewölbes über Chor und Langhaus wurden im Zuge der Barockisierung abgeschlagen. Seither ähnelt das Gewölbe einem Tonnengewölbe mit Stichkappen. Die Rippen entsprangen wohl ursprünglich aus den Wandpfeilern vorgelegten Runddiensten, die durch vorgelegte Pilaster ersetzt wurden. Die spitzen, mit Fase und Kehle profilierten Schildbögen blieben dagegen erhalten. Gleiches gilt für den spitzen Chorbogen, der beidseits mit einem Rundstab zwischen Kehlen profiliert ist. Dazwischen ist dem Chorbogen ein halbrunder Dienst zwischen Kehlen vorgelegt.

## Ausstattung
Der einzige Altar in der Kirche ist der barocke Hochaltar, der um die Mitte des 17. Jahrhunderts geschaffen wurde. Sein Aufbau wird von zwei Rundsäulen getragen, die mit Engelsköpfchen verziert sind. Seitlich sind Voluten angebracht. Auf dem Altarblatt ist der Evangelist Johannes (nicht der Kirchenpatron Johannes der Täufer!) dargestellt. Im Auszug befindet sich zwischen zwei Rundsäulchen ein Gemälde von Gott Vater, das von zwei auf Voluten sitzenden Engelsfiguren flankiert wird. Die beiden Seitenfiguren unterhalb der Volute sind spätgotisch und stammen aus der Zeit um 1500. Sie stellen die Apostel Matthias und Bartholomäus dar. Dieselbe Zeitstellung besitzt eine nur unwesentlich kleinere Figur des Kirchenpatrons Johannes des Täufers, die im Langhaus angebracht ist.
Bereits in der Veldener Pfarrbeschreibung von 1585 wurde in Gifthal ein Altar zu Ehren des Evangelisten und Apostels Johannes als einziger Altar der Filialkirche erwähnt.

### Glocken
Zwei Glocken, die noch aus der Erbauungszeit der Kirche stammten, mussten im Zweiten Weltkrieg abgegeben werden.
Zunächst wurde 1949 nur eine der beiden Glocken durch eine Bronzeglocke mit dem Schlagton c3 ersetzt, die zuvor in der Pfarrkirche Pauluszell im Einsatz war. Im November 2013 erhielt die Gifthaler Kirche wieder eine zweite Glocke – eine der letzten Glocken, die in der Glockengießerei Rudolf Perner in Passau hergestellt wurde. Diese ist mit einem Gewicht von 60 Kilogramm und einem Durchmesser von 44 Zentimetern etwas größer als die Glocke von 1949 und besitzt den Schlagton b2. Sie trägt ein Relief des Kirchenpatrons Johannes des Täufers.